# Kõrkküla (Kambja)
Kõrkküla es un pueblo del municipio de Kambja, situado en el condado de Tartu, Estonia. Según el censo de 2021, tiene una población de 12 habitantes.
Está ubicada en el centro-sur del condado, entre el lago Võrtsjärv y el lago Peipus, al sur del río Emajõgi y al norte de la frontera con el condado de Põlva.